# Marie Kubátová
Marie Kubátová, rozená Kutinová (8. srpna 1922 Praha – 6. června 2013 Vrchlabí), byla česká spisovatelka, dramatička, farmaceutka a představitelka krkonošské regionální literatury. Je autorkou Krkonošských pohádek.

## Život

### Studia
Marie Kubátová vystudovala gymnázium v Londýnské ulici v Praze a později dívčí reálné gymnázium ve Vodičkově ulici taktéž v Praze. V roce 1941 úspěšně složila maturitní zkoušku. Podařilo se jí složit zkoušky na učitelský ústav, kam ale nenastoupila. Po skončení války vystudovala Přírodovědeckou fakultu Univerzity Karlovy. Po promoci v roce 1946 pokračovala ve studiu přírodních věd dálkově. Studia dokončila v roce 1949. V roce 1977 získala titul RNDr. na Farmaceutické fakultě v Hradci Králové.

### Osobní život
Marie Kubátová se jako Marie Kutinová narodila 8. srpna roku 1922 v Praze na Pankráci. Zde strávila své dětství a rané mládí. Prostředí pražského předměstí, kde se, mimo jiné, denně setkávala s trestanci z místní věznice, v ní probudilo hluboké sociální cítění. Její otec, Ing. Jan Kutina (původně stavební inženýr), v roce 1918 založil malé nakladatelství Besední pořady. Specializoval se na tituly, podporující potřeby venkovských tělovýchovných spolků a škol, a také na folklórní materiál. Nakladatelství se věnoval s vlasteneckým zápalem a obětoval mu i zdraví.[zdroj⁠?!] Matkou Marie Kubátové byla spisovatelka a národopisná sběratelka PhMr. Amálie Kutinová (roz. Tauberová), která také sepsala několik děl, z nichž nejznámější jsou autobiografické knihy o ní a její sestře v sérii knih o Gabře a Málince. Oba rodiče měli na Marii Kubátovou nebývalý vliv a byli pro ni (i jejího bratra Jana) vzorem. Pravdou ovšem je, že se rodina často potýkala s existenčními problémy, a to především v období protektorátu Čechy a Morava, kdy bylo jejich nakladatelství zavřeno.
Rodina se během prvního roku 2. světové války přestěhovala do Křince u Nymburka. Tady si matka, vystudovaná magistra farmacie, otevřela lékárnu. Dospívající Marie sem nastoupila jako praktikantka. Malé polabské město se jí nezamlouvalo, na rozdíl od své matky nevnímala život v něm idylicky, o čemž svědčí její prvotiny, které vznikají právě zde. Místní obyvatelé, kteří jí posloužili jako předlohy pro literární hrdiny, vykreslovala jako smutné či groteskní postavy.
V roce 1943 se provdala za Jaroslava Kubáta. Mladí manželé žili u Mariiných rodičů a pracovali v rodinné lékárně. Po válce, kdy si oba doplnili vzdělání v oboru farmacie, dostali pracovní nabídku v Karlových Varech. Po šesti letech se rodina, již rozšířená o dva syny, přesídlila do Vrchlabí. Manžel Marie Kubátové zde vedl lékárnu, zatímco ona se starala o děti a své rodiče, kteří se za nimi přistěhovali. Pár let vyučovala na místní střední zdravotnické škole nauku o lécích. Od roku 1970 se opět natrvalo vrátila k lékárnické profesi, ve které setrvala až do odchodu do důchodu v roce 1978. Od té doby se naplno věnovala psaní pohádek, románů a příběhů.

## Tvorba
Její tvorbu ovlivnila matka, spisovatelka PhMr. Amálie Kutinová, profesní znalosti z praxe v lékárnách a v nemalé míře také Podkrkonoší, kde působila na řadě míst jako magistra farmacie.
Tvorba je velice rozmanitá; můžeme ji však rozdělit na dva tematické okruhy: první z nich, který zároveň autorku nejvíce proslavil, čerpá náměty z krkonošské lidové slovesnosti. Jedná se především o pohádky a povídky. Do druhého okruhu jsou pak zařazena všechna ostatní autorčina díla, tedy nejrůznější příběhy z jejího soudobého prostředí a jejích osobních zkušeností. Konkrétně jde například o portréty osob, kterých si Marie Kubátová vážila, o autorčiny vzpomínky (na dětství a mládí) a úvahy nebo o prózy z lékárenského prostředí, v nichž se Kubátová zaměřuje především na sociální otázky a mezilidské vztahy.
Zájem o soudobé sociální otázky a mezilidské vztahy se stal rovněž jedním z nejtypičtějších rysů autorčiny tvorby. Nejen v jejich pohádkách se tak často objevují motivy lásky, přátelství, lidskosti, ohleduplnosti či spravedlnosti.
Pro celou autorčinu tvorbu je navíc typický též osobitý způsob vyprávění. Marie Kubátová byla rozená talentovaná vypravěčka se smyslem pro detail a cit. Její prózy zachycují kromě barvitých popisů míst a charakteristik osob mj. též typickou mluvu tamějších obyvatel - jsou velice půvabné a autentické (místy až idylické).

### Beletrie
- Daremný poudačky (1956)
- Matějkov (1956)
- Studentské romaneto (1958)

Příběh mladé učitelky začínající na škole, kam ona sama chodila. Nyní se snaží se studenty komunikovat jinak, než z pozice moci.
- Krakonošův rok ( 1958, s Amálií Kutinovou)
- Pohádky pro Rozcáplíky (1959)
- Jak přišla basa do nebe (D, rozmnož., 1960, prem. 1956)
- Novinářská patálie (1961)
- Krakonošovský špalíček (1964, s Amálií Kutinovou)
- Korvetní kapitán Korda (1967)
- Pohádky pro poškoláky (1968)
- Muzikantský řemeslo a devatero jinejch (1969)
- Průšvihy mladého Werthera (1970)
- Kariéra bílé vrány (1970)

Příběhy žen, které spojuje stejný cit - mateřství, které se ovšem nekoncentruje jen na děti, ale je přeneseno i na ostatní lidi, věci…
- Přástevníček (rozhl. hra pro děti, rozmnož., 1970)
- Pohádky o Krakonošovi (1971)
- Jménem korvetního kapitána (1972)
- Krakonošův hernec (1972)
- Vzbouření hastrmana (1975)
- Tucet Krakonošových pobočníků (1976)
- Lékárna U tří koček (1977, 1. díl Lékárnické trilogie)

Humorně až ironicky pojatý román o dvou mladých absolventech vysoké školy, farmaceutce a historikovi, kteří začínají praxi na malém městě, navazují milostný vztah a později uzavírají manželství.
- Legenda o Bílé paní (1978)
- O heřmánkové víle a čarodějnickém učedníku (pohádka, 1978)
- Třikrát denně kapku rosy (1979, 2. díl Lékárnické trilogie)

Protagonisté románu jsou dva mladí lidé - farmaceutka Minda a historik Golem, kteří po absolvování školy zahájí svůj společný život v malém městě. Minda pracuje v místní lékárně, kde její moderní pojetí farmacie naráží na nepochopení i závist a pomluvy. Starosti v práci vedou až k domácí partnerské krizi.
- Matka kopce (1980)

Před čtenářem vyvstává drsný obraz Krkonoš, ostrůvek starých horalů, zde konfrontovaný s dnešní realitou. Vysokoškolský student, poznamenaný negativními vztahy mezi lidmi, se zde zbavuje lhostejnosti k lidem a nachází smysl života.
- Hořký bejlí (1981)

Soubor povídek psaných nářečím je věnován lidovým pověstem o květinách a jejich původu.
- Recept na štěstí (1981, 3. díl Lékárnické trilogie)

se autorka zaměřuje na vylíčení duševní krize pětačtyřicetileté magistry Mindy Mádlové, obětavé ženy a matky i úspěšné farmaceutky, do jejíhož osobního života náhle padne stín a rozšiřuje se i do pracovní sféry. Je třeba hledat východisko, najít recept na štěstí…
- O princi Nežravkovi a princezně Brečivce (1981)
- Rozhovor s kamenem (1982)

Křehký příběh dvou mladých lidí, kteří hledají své životní jistoty - prostor pro práci, v niž věří a oporu v citových vztazích. Devatenáctiletý adept mineralogie Hroudait a o pět let starší právnička Alena spolu, z různých osobních příčin a pohnutek, dočasně pracují na Správě Krkonošského národního parku. Poznávají se navzájem, nahlížejí do svých soukromých osudů a seznamují se také zblízka s krásnou, avšak civilizačním procesem ohroženou přírodou. 
- Jak Krakonoš s Trautenberkem vedli válku (1983)

Vládce Krkonoš vede boj o své "panství" s Trautenberkem.
- Pohádky lesního ticha (1984)

Soubor pohádek, jejichž hrdiny jsou skřítkové a zvířátka.
- Jak překročit Rubikon (1986)
- Povídky z muzejních vitrín (1986)

Soubor příběhů, obrázků z naší minulosti, zakotvených v čase věcmi, exponáty z muzeí Východočeského kraje.
- Všechny brány Krkonoš (1986)

Kniha je věnována Krkonoším v souvislosti s ochranou přírody a životního prostředí.
- Absolventka nultého ročníku (1987)

Příběh první lásky čerstvé maturantky a třídního profesora. Hlavní hrdinka Andula je dívka s dobrým prospěchem a vynikajícími předpoklady pro praktický život. Zamiluje se do profesora a jejich vztah se rozvíjí v průběhu jejího studia v nultém ročníku na farmacii. Těžce nese, že on tají jejich vztah před kolegy i svou matkou.
- Jak sa chodí do světa za ščestím a jak sa vandruje ze světa dóm (1987)
- Náhrdelník z motýlků (1987)
- Pohádky lesního pacholíčka (1988)
- Truhlička malovaná (1989)
- Pohádky vodnického dědečka (1990)
- Kam odcházejí sněhuláci zjara (1991)
- Obchod iluzemi (1992)
- Balada o Sněžce (1992)
- Poutnické povídky (1993)
- Zpověď ježibaby (1995)
- Nedělní pohádky I. Kde bydlí strašidla (1995);
- Lesk a bída podnikání (1996, volné pokračování Lékárnické trilogie)

Pohled na lékárnické povolání v éře restitucí a privatizací.
- Nedělní pohádky II. Jak se líhnou trpaslíčci (1997)
- Jak se tančí mezi vejci (1997)
- Čarování s pohádkou (1997)
- Krakonošovo čarobejlí (1998)
- O Nedoubkovi (1998)
- Pohádky šaška Povídálka (1998)
- Pohádky z Krkonoš (2001)
- Příběhy z čarodějova receptáře (2001)
- Medový perníček – do srdce chodníček (2001)
- Sladký strašidlo (2001)
- Sny pod kloboukem (2002)
- Pohádky poštovských panáčků (2002)
- Pohádky pro zvířátka (2002)
- Kouzlo rodinného stolu (2003)
- Jak roztancovat babičky (2004)
- Bubáci z Krakonošova (2005)
- O Popelce (2005)
- Arcibáby, aneb, Živote, já nechci, abys byl vošklivej! (2005)
- Arcidědkové (2006)
- Erbovní povídky (2005)
- Veselé pohádky z muzikantské zahrádky (2006)
- Haraburdí, aneb, Jak se líhnou knížky (2007)
- Pohádky z Měsíčkova stříbrného zámku (2007)
- Lékárnické pohádky (2007)

Originální pohádkové příběhy z prostředí českého lékárenství.

### Rozhlasové pohádky
- Pohádka z Cuckovýho království (1971)

Pohádka lyrického charakteru, která oživuje prvky lnářské a tkalcovské tradice podkrkonošského kraje. Vypráví o tom, jak skřítek Přástevníček obstaral třem mladým dívkám ženichy, ale vděku se nedočkal.
- Mechovej král (1972)

Pohádka o podivném vandrování ševcovského tovaryše.
- Javorová víla (1984)
- Strašidelná pohádka (1986)

Když její Matěj omylem přivolal čerta, věděla si hned rady. Poslala ho za jilemnickým hejtmanem Vejrychem. A protože Matěj čerta na cestu dobře okoval, pozval ho samotný Lucifer, aby okoval celou čertovskou kavalérii. Jilemnický hejtman Vejrych zaprodal duši celkem jednoduše. Vyměnil ji za možnost velet pekelné jízdě, o čemž poté tato pohádka vypráví.
- Štědrá bába (1993)

Pohádka inspirovaná vánočním zvykem z Krkonoš. Podle pověsti chodila na vánoční obchůzku s dárky zahalená postava, která vždy zaklepala na okno metličkou a z košíku nadělovala ořechy a jablka. Příběh vypráví o původu Štědré báby.
- O čertovském kabátě (1994)
- Rybí pohádka (1995)

Příběh rožmberského hastrmana, domáhajícího se spravedlnosti.
- Liščí pohádka (2000)

Liščí matka musí čelit nelehkému úkolu: postarat se o mláďata a zároveň splnit důležité „pracovní“ povinnosti ve známé pohádce o ptáku Ohniváku, lišce Ryšce a zlatovlasé panně. Ta se totiž neodvíjí, jak by měla a jak jí bylo sudičkovskou kletbou určeno. A na to si stěžují Bílá a Černá sudička až u krále. Jenže co si s takovou stížností král počne? A co má dělat, když se mu do pohádky o ptáku Ohniváku začne plést ještě pohádka O Budulínkovi? Jak se zdá, krále neuchrání ani sedmihlavý drak a panovník bude nakonec donucen rozřešit sousedský spor mezi liškou Ryškou a lasicí hranostaj.
- Zlatý rys (2002)

V pohádkové říši září uprostřed lesů královské zámky se zlatými či diamantovými střechami. Po zlatu touží také král lesních šelem, rys ostrovid. Pán hvězdného nebe vyplní jeho přání a spolu s deštěm sešle na zem spršku zlata z hvězdné oblohy. To rozpoutá řetězec výjimečných událostí.
- Jak to bylo s polévkou chudé vdovy (2003)

Apokryf (text, který se svým charakterem blíží biblickému textu) vypráví o spravedlivé odměně, jíž se dostalo za dobrý skutek chudé vdově, která se v době válek mezicísařskými a královskými vojáky setkává s Prorokem a jeho Apoštolem.
- Z palubního deníku archy Noemovy (2003)

Když Noe, jeho žena a jejich synové se svými ženami vstoupili do archy, "obloha byla temná jako hněv Hospodinův a proudy vody šlehaly zemi jako trestající biče." Noe pokorně přijímá Hospodinovu vůli, jeho žena však bez ustání reptá. 
- Perníková pohádka (2005)

Pohádka o tom, jak a proč vlastně vznikla perníková srdce. Jezinka, dcera ježibaby alias perníkové hospodyně z lesního pohádkového království, porušila hranice pohádkové země: rozdrápla svým dlouhým prstem oponu mezi dnem a nocí a nahlédla tam, kde začíná svět lidí. A právě mezi vesničany žije urostlý mladík Matěj, do kterého se Jezinka zamiluje a pokouší se jej přivábit.